# Inval-Boiron
Inval-Boiron – miejscowość i gmina we Francji, w regionie Hauts-de-France, w departamencie Somma.
Według danych na rok 2011 gminę zamieszkiwało 97 osób, a gęstość zaludnienia wynosiła 29 osób/km² (wśród 2293 gmin Pikardii Inval-Boiron plasuje się na 914. miejscu pod względem liczby ludności, natomiast pod względem powierzchni na miejscu 1030.).